# Veine basilaire
La veine basilaire est une veine paire de la base du cerveau.

## Trajet
Elle se forme au niveau de la substance perforée antérieure par l'union successive des veines suivantes : veine cérébrale antérieure ; veine cérébrale moyenne profonde ; veine thalamo-striée inférieure ; veine du gyrus olfactif ; veine ventriculaire inférieure ; veine choroïdienne inférieure ; veines pédonculaires.
La veine basale passe en arrière autour du pédoncule cérébral et débouche dans la grande veine cérébrale.

## Zone de drainage
La veine basilaire draine :
- la paroi inférieure du troisième ventricule ;
- la partie inférieure du noyau basal du télencéphale ;
- l'extrémité postérieure du thalamus et du corps géniculé ;
- la partie médiale et inférieure du lobe temporal.

Elle s'anastomose avec :
- la veine communicante antérieure en avant du chiasma optique ;
- la veine communicante postérieure au-dessus du pont.

Cet ensemble forme un polygone veineux comparable au polygone de Willis.